# Liste profanierter Kirchen im Bistum Essen
Die Liste profanierter Kirchen im Bistum Essen führt Kirchen und Kapellen im Bistum Essen auf, die profaniert, teilprofaniert, umgenutzt oder umgewidmet wurden. Sie wurden oder werden verkauft, umgebaut oder abgerissen.

## Liste

### Stadtdekanat Bochum und Wattenscheid
| Name                             | Errichtung | Profanierung | Status                        | Ort                            | Koordinate                      | Bemerkungen | Bild                         |
| -------------------------------- | ---------- | ------------ | ----------------------------- | ------------------------------ | ------------------------------- | --- | ---------------------------- |
| St. Antonius Abbas               | 1901/02    | 2012         | nur Fassade und Turm erhalten | Bochum                         | 51° 28′ 34,4″ N, 7° 12′ 22,7″ O | 2023 erfolgte die Entkernung der Kirche und der Umbau zum Wohngebäude bei Beibehaltung von Turm und Außenmauern. | St. Antonius                 |
| Christ König                     | 1931/32    |              |                               | Bochum                         | 51° 28′ 29″ N, 7° 13′ 52,5″ O   | Die Christ-König-Kirche ist seit 2008 eine „weitere Kirche“, bis 2009 wurden regelmäßig Gottesdienste gefeiert. Ab dem 1. Januar 2010 wurde die Kirche für Ruhr.2010 zur „Kunstkirche“, hierzu wurde sie, befristet für ein Jahr, durch den Bischof „außer Dienst“ gestellt. Die Kirche wird, neben laufenden Kunstaktionen, auch weiterhin für gottesdienstliche Feiern (Ü30-Kirche) genutzt. | Christ König                 |
| St. Marien                       | 1868–1872  | 2002         | umgenutzt                     | Bochum                         | 51° 28′ 38,9″ N, 7° 12′ 53,7″ O | Das Kirchengebäude, welches an die Stadt Bochum verkauft wurde, ist Teil des neuen Anneliese-Brost-Musikforums-Ruhr. | St. Marien                   |
| Vierzehnheiligen                 | 1956       | 2013         | niedergelegt                  | Bochum-Weitmar-Bärendorf       | 51° 27′ 42,3″ N, 7° 12′ 19,6″ O | Gelände soll mit einem Wohn- und Behinderten-Projekt bebaut werden. | Vierzehnheiligen             |
| Heilige Dreifaltigkeit           | 1925/26    |              | umgenutzt                     | Bochum-Hamme                   | 51° 29′ 41,1″ N, 7° 12′ 36,1″ O | Die Kirche wird durch die orthodoxe Gemeinde genutzt. | Heilige Dreifaltigkeit       |
| Herz Jesu                        |            | 2007         | geschlossen                   | Bochum-Hordel                  | 51° 30′ 9,9″ N, 7° 9′ 35,3″ O   | 2011 wurden die Glocken ausgebaut und nach Bosnien-Herzegowina verbracht, 2015 wurden Kreuzweg, Tabernakel, Marienstatue und die Apostelleuchter ausgebaut und nach Rumänien verbracht. | Herz Jesu Hordel             |
| St. Maximilian Kolbe             | 1976       | 2022         | niedergelegt                  | Bochum-Kornharpen              | 51° 29′ 29,6″ N, 7° 16′ 5,2″ O  | seit 2011 bis 2020 an den Beginenhof Bochum verpachtet, letzter Gottesdienst 2021, per Dekret vom 4. Oktober 2022 mit Wirkung zum Besitzübergang profaniert, 2023 abgerissen. | St. Maximilian Kolbe         |
| Fronleichnam                     | 1912/13    | 2015         | geschlossen                   | Bochum-Laer                    | 51° 28′ 13″ N, 7° 16′ 8,7″ O    | 30. August 2008 letzte Messe, 29. Juni 2015 amtlich profaniert | Fronleichnam Laer            |
| St. Thomas Morus                 | 1977/78    | 2006         | niedergelegt                  | Bochum-Langendreer-Somborn     | 51° 29′ 23,8″ N, 7° 19′ 57″ O   | Die Thomas-Morus-Kirche war seit 1996 eine Filialkirche von St. Bonifatius Langendreer und wurde 2006 profaniert. 2007 erfolgte der Abriss. | St. Thomas Morus Langendreer |
| Kapelle des St.-Josefs-Hospitals |            | 2023         |                               | Bochum-Linden                  | 51° 25′ 35,3″ N, 7° 9′ 28,4″ O  | Krankenhaus geschlossen, Kapelle per Dekret vom 30. Juni 2023 profaniert. |                              |
| St. Nikolaus                     | 1932/33    |              | geschlossen                   | Bochum-Wattenscheid-Westenfeld | 51° 28′ 14,6″ N, 7° 8′ 48,2″ O  | [ 17 ] | St. Nikolaus Wattenscheid    |
| St. Pius X.                      | 1955/56    |              | umgenutzt                     | Bochum-Wattenscheid            | 51° 29′ 10,8″ N, 7° 8′ 20,9″ O  | Die Piuskirche wurde zu einem Kolumbarium umgewidmet, aber nicht profaniert. | St. Pius Wattenscheid        |
| St. Albertus Magnus              | 1962–1964  | 2014         | umgenutzt                     | Bochum-Wiemelhausen            | 51° 27′ 31,1″ N, 7° 13′ 28,9″ O | Bühne des „Theater Total“. | Albertus-Magnus-Kirche       |

### Stadtdekanat Bottrop
| Name          | Errichtung | Profanierung | Status       | Ort               | Koordinate                      | Bemerkungen | Bild                 |
| ------------- | ---------- | ------------ | ------------ | ----------------- | ------------------------------- | --- | -------------------- |
| St. Elisabeth | 1954       | 2019         | verkauft     | Bottrop           | 51° 31′ 52″ N, 6° 55′ 36,2″ O   | Erbaut 1954 durch den Münsteraner Diözesanbaumeister Eberhard Michael Kleffner, am 20. Januar 2019 letzter Gottesdienst, an Immobilienunternehmer verkauft.                       |                      |
| Heilig Kreuz  | 1955–1957  | 2016         | umgenutzt    | Bottrop           | 51° 31′ 30,5″ N, 6° 55′ 52,6″ O | Nachnutzung als „Kulturkirche“, 2016 an einen Trägerverein verkauft | Heilig Kreuz Bottrop |
| St. Matthias  | 1957–1958  | 2024         | verkauft     | Bottrop-Ebel      | 51° 30′ 1,6″ N, 6° 56′ 49″ O    | Verabschiedungsgottesdienst am 28. Oktober 2018, amtlich profaniert per Dekret vom 22. April 2024, verkauft, Umnutzung zu Kindertagesstätte vorgesehen                            | St. Matthias Bottrop |
| St. Paul      | 1948–1953  | 2010         | niedergelegt | Bottrop-Eigen     | 51° 33′ 10″ N, 6° 56′ 17,9″ O   | 2010 bis auf den Turm abgetragen. Auf dem Gelände wurde u. a. Senioren- und Behindertenwohnungen gebaut. Geläut weiterhin funktionsfähig vorhanden.                               |                      |
| St. Barbara   | 1953–1955  | 2012         | niedergelegt | Bottrop-Lehmkuhle | 51° 30′ 35,3″ N, 6° 56′ 2,2″ O  | Die Barbarakirche wurde 2012 an die Diakonie verkauft und 2014 abgerissen. Auf dem Gelände der Kirche ist der Bau eines Wohnheims für Menschen mit geistiger Behinderung geplant. | St. Barbara Bottrop  |

### Stadtdekanat Duisburg
| Name                  | Errichtung | Profanierung | Status          | Ort                              | Koordinate                 | Bemerkungen | Bild                                               |
| --------------------- | ---------- | ------------ | --------------- | -------------------------------- | -------------------------- | --- | -------------------------------------------------- |
| Liebfrauen            | 1958–1960  | 2010         | übernommen      | Duisburg-Mitte                   | 51° 26′ 4″ N, 6° 46′ 11″ O | Die Liebfrauenkirche ist heute eine Kulturkirche liebfrauen-kulturkirche.de, getragen von der „Stiftung Brennender Dornbusch“. Die Kapelle dient „Stille, Staunen, Andacht und Gebet“. Seit 2017 keine Nutzungen durch die Pfarrgemeinde. | Liebfrauen                                         |
| Heilig Geist          | 1960       | 2009         | niedergelegt    | Duisburg-Buchholz                |                            | Heilig Geist wurde 2010 niedergelegt. |                                                    |
| St. Nikolaus          |            | 2009         | umgenutzt       | Duisburg-Buchholz                |                            | St. Nikolaus wurde Begegnungs- und Beratungszentrum für Senioren umgewidmet. | Ehem. Kirche St. Nikolaus, Duisburg                |
| St. Martin            |            | 2010         | umgenutzt       | Duisburg-Duissern-Werthacker     |                            | Die Martinskapelle wurde, nachdem sie zuerst von einer Freikirche genutzt wurde, an die Siedlergemeinschaft Werthacker verkauft. |                                                    |
| St. Georg             | 1966–1967  |              | geschlossen     | Duisburg-Wehofen                 |                            | [ 39 ] | St. Georg Fahrn                                    |
| St. Peter             | 1970       | 2011         | umgenutzt       | Duisburg-Hochfeld                |                            | St. Peter ist heute das sozial-karitative Zentrum der Pfarrei Liebfrauen. Eine Kapelle blieb erhalten. |                                                    |
| St. Mariä Himmelfahrt | 1958       |              | geschlossen     | Duisburg-Hüttenheim              |                            | Nach verschiedenen Ideen und Zwischennutzungen wird seit 2017 nach einem Investor für eine Senioreneinrichtung unter Einbeziehung des Kirchengebäudes gesucht.                                                                            | St. Maria Himmelfahrt, Duisburg-Hüttenheim         |
| St. Clemens           | 1960/61    | 2005         | niedergelegt    | Duisburg-Kaßlerfeld              |                            | St. Clemens wurde im Juni 2009 niedergelegt, auf dem Gelände entstand ein Altenheim. |                                                    |
| St. Paul              | 1970       | 2014         | niedergelegt    | Duisburg-Marxloh                 |                            | Wurde im November 2014 abgerissen | St. Paul Marxloh                                   |
| St. Matthias          | 1898       |              | niedergelegt    | Duisburg-Meiderich-Berg          |                            | Der Kirchbau wurde 2014 niedergelegt. |                                                    |
| St. Anna              | 1953       |              | geschlossen     | Duisburg-Neudorf                 |                            | 2007 geschlossen, 2009 während der Sanierung von St. Gabriel wieder in Betrieb; Sitz der Hochschulgemeinde am Standort Duisburg | St. Anna Neudorf                                   |
| Heilig Kreuz          | 1911       | 2017         | niedergelegt    | Duisburg-Neuenkamp               |                            | profaniert am 24.06.2017 | Heilig Kreuz, Duisburg-Neuenkamp                   |
| St. Martin            | 1955–1956  | 2011         | niedergelegt    | Duisburg-Neumühl                 |                            | St. Martin wurde im Dezember 2012 abgerissen. | St. Martin, Duisburg-Neumühl                       |
| St. Maria Königin     | 1960er Jh. | 2009         | niedergelegt    | Duisburg-Obermeiderich-Ratingsee |                            | Das Gebäude wurde 2014 an einen Investor verkauft und 2021 abgerissen. | Ehem. Kirche St. Maria Königin, Duisburg-Meiderich |
| St. Suitbert          | 1907       | 2021         | umgenutzt       | Duisburg-Wanheim                 |                            | Verkauf an rumänisch-orthodoxe Gemeinde geplant |                                                    |
| St. Konrad            | 1953       | 2015         | umgenutzt       | Duisburg-Duisburg                |                            | Das denkmalgeschützte Gebäude wird als Lagerhalle genutzt. | St. Konrad, DU-Fahrn                               |
| St. Joseph            |            | 2021         | 2022 abgerissen | Duisburg-Wedau                   |                            | 26. September 2021 letzter Gottesdienst | St. Joseph                                         |

### Stadtdekanat Essen
| Name                     | Errichtung              | Profanierung | Status                        | Ort                          | Koordinate                      | Bemerkungen | Bild                                    |
| ------------------------ | ----------------------- | ------------ | ----------------------------- | ---------------------------- | ------------------------------- | --- | --------------------------------------- |
| St. Engelbert            | 1935                    | 2011         | umgenutzt                     | Essen-Südviertel             | 51° 26′ 42,4″ N, 7° 0′ 57,6″ O  | letzter Gottesdienst am 27. Januar 2008, Nachnutzung als ChorForum Essen | St. Engelbert, Blick von Nordosten 2009 |
| St. Anna                 | 1907                    | 2015         | niedergelegt                  | Essen-Altendorf              | 51° 27′ 26,2″ N, 6° 58′ 39,7″ O | Die St.-Anna-Kirche wurde im Sommer 2015 niedergelegt, ursprünglich um das benachbarte Altenheim zu vergrößern.                                                                                               | St. Anna Altendorf                      |
| St. Barbara (Ostviertel) | 1905                    | 2014         | niedergelegt                  | Essen-Ostviertel             | 51° 27′ 35,8″ N, 7° 1′ 42,1″ O  | Letzter Gottesdienst am 4. Dezember 2014, Kirche und Grundstück verkauft, die Glasfenster von Wilhelm de Graaff wurden ausgebaut, im April und Mai 2020 erfolgte der Abriss.                                  | Barbara (Ostviertel)                    |
| St. Ewaldi               | 1960                    | 2011         | niedergelegt                  | Essen-Altenessen             | 51° 30′ 32,5″ N, 7° 0′ 18,4″ O  | Letzter Gottesdienst am 24. März 2008, die Kirche wurde 2012 niedergelegt. Die Orgel wurde an eine polnische Pfarrei verkauft.                                                                                | St. Ewaldi Altenessen                   |
| St. Bernhard             | 1958                    | 1999         | niedergelegt                  | Essen-Bergeborbeck-Brauck    | 51° 29′ 28,3″ N, 6° 57′ 14″ O   | Die Kirche war die erste neu geweihte Kirche im Bistum Essen. Sie wurde 2000 abgerissen. |                                         |
| St. Raphael              | 1964/65                 | 2009         | niedergelegt                  | Essen-Bergerhausen           | 51° 26′ 18,4″ N, 7° 2′ 33,2″ O  | Die Kirche wurde 2012 niedergelegt. | St. Raphael Bergerhausen                |
| St. Johannes Bosco       | Anfang der 1960er Jahre | 2021         | niedergelegt                  | Essen-Borbeck-Mitte          | 51° 28′ 34,7″ N, 6° 57′ 45,7″ O | Letzter Gottesdienst am 30. Mai 2021. Die Kirche wurde im Oktober 2021 abgerissen, die Profanierung amtlich am 10. Juni 2024 festgestellt.                                                                    | St. Johannes Bosco Borbeck              |
| St. Maria Immaculata     | 1948                    | 2014         | niedergelegt                  | Essen-Borbeck                | 51° 28′ 3,5″ N, 6° 56′ 48″ O    | Die Kirche wurde 1948 nach Kriegsschäden neu konsekriert und 2014 niedergelegt. Auf dem Grundstück ist ein Seniorenheim entstanden.                                                                           | St. Maria Immaculata Borbeck            |
| St. Hermann-Josef        | 1964                    | 2010         | niedergelegt                  | Essen-Dellwig                | 51° 29′ 3,2″ N, 6° 55′ 44″ O    | Die Kirche wurde 2013 niedergelegt. | St. Hermann-Josef Dellwig               |
| Heilige Dreifaltigkeit   | 1957/58                 | 2008         | umgenutzt                     | Essen-Eiberg                 | 51° 26′ 38,6″ N, 7° 7′ 3,4″ O   | Die Kirche wurde von 2010 bis 2012 zu einem Behindertenwohnheim umgebaut. | Hl. Dreifaltigkeit Eiberg               |
| Herz Jesu                | 1952/53                 | 2008         | niedergelegt                  | Essen-Frintrop-Unterfrintrop | 51° 29′ 4,4″ N, 6° 54′ 14,4″ O  | Die Kirche wurde 2008 niedergelegt. | Herz Jesu Frintrop                      |
| St. Augustinus           | 1953/54                 | 2020         | profaniert                    | Essen-Frohnhausen            | 51° 26′ 27,6″ N, 6° 58′ 6,6″ O  | Die Krypta der Kirche wurde von 2009 bis 2013 von der russisch-orthodoxen Kirche genutzt, die Kirche von 2012 bis 2017 von einer afrikanischen Ordensgemeinschaft.                                            | St. Augustinus Frohnhausen              |
| St. Mariae Geburt        | 1952                    | 2011         | umgenutzt                     | Essen-Frohnhausen            | 51° 26′ 57,1″ N, 6° 58′ 56,6″ O | Die Kirche wurde 2011 an das evangelisch-freikirchlichen Sozialwerk Essen e. V. verkauft und zum Lighthouse, einem multifunktionalen Veranstaltungszentrum, umgebaut.                                         | St. Mariae Geburt Frohnhausen           |
| St. Maria Königin        | 1961                    | 2016         | niedergelegt                  | Essen-Haarzopf               | 51° 24′ 42,4″ N, 6° 57′ 2,2″ O  | Die Kirche wurde Ende 2012 außer Dienst gestellt und Anfang 2017 abgerissen. | St. Maria Königin Haarzopf              |
| St. Stephanus            | 1952/53                 | 2010         | niedergelegt                  | Essen-Holsterhausen          | 51° 26′ 28,3″ N, 6° 58′ 42,6″ O | Nachdem die Nachnutzung durch eine serbisch-orthodoxe Gemeinde nicht zustande kam, wurde die Kirche 2011 verkauft, es war der Umbau zu einem Begegnungszentrum geplant. Die Niederlegung erfolgt Anfang 2018. | St. Stephanus Holsterhausen             |
| St. Albertus Magnus      | 1983–1988               | 2023         | verkauft                      | Essen-Katernberg             | 51° 29′ 38,8″ N, 7° 3′ 53,6″ O  | ab 2009 Nutzung durch die chaldäisch-katholische Gemeinde Essen, 2020 letzter Gottesdienst, per Dekret vom 22. Juli 2022 mit Wirkung zum Besitzübergang profaniert und 2023 verkauft.                         | St. Albertus Magnus Katernberg          |
| Heilig-Geist-Kirche      | 1955–1957               |              |                               | Essen-Katernberg             | 51° 29′ 33,9″ N, 7° 2′ 52,6″ O  | 14. August 2020 letzter regulärer Gottesdienst, Altar per Dekret vom 23. Mai 2024 profaniert. | Heilig Geist Katernberg                 |
| St. Christophorus        | 1964                    | 2008         | umgenutzt                     | Essen-Kray                   | 51° 27′ 42,5″ N, 7° 4′ 31,8″ O  | nach Umbau seit 2010 als Bistumsarchiv genutzt | St. Christophorus Kray                  |
| St. Winfried             | 1953/54                 | 2015         | niedergelegt                  | Essen-Kray                   | 51° 28′ 23,3″ N, 7° 4′ 31,5″ O  | 2008 außer Dienst gestellt, Anfang 2016 niedergelegt. | St. Winfried Kray                       |
| St. Josef                | 1902–1904               | 2013         | niedergelegt                  | Essen-Kupferdreh             | 51° 23′ 31,7″ N, 7° 5′ 6″ O     | Die Kirche wurde im Dezember 2015 niedergelegt. | St. Josef Kupferdreh                    |
| St. Peter                | 1952                    | 2007         | umgenutzt                     | Essen-Nordviertel            | 51° 28′ 8,8″ N, 7° 0′ 57,6″ O   | Seit 2008 Nutzung als Katholische Schule für Pflegeberufe Essen | St. Peter Nordviertel                   |
| St. Martin               | 1967                    | 2006         | umgenutzt                     | Essen-Rüttenscheid           | 51° 25′ 28,6″ N, 7° 0′ 9,4″ O   | seit 2007 Altenwohnheim mit St.-Martin-Kapelle | St. Martin Rüttenscheid                 |
| St. Marien               | 1956–1959               | 2008         | niedergelegt                  | Essen-Segeroth               | 51° 27′ 51,7″ N, 7° 0′ 2,2″ O   | St. Marien wurde 2017 bis auf den Turm niedergelegt. | St. Marien Segeroth                     |
| St. Eligius              | 1960/61                 | 2008         | niedergelegt                  | Essen-Steele                 | 51° 26′ 43,1″ N, 7° 3′ 49,3″ O  | Die Kirche wurde 2009 niedergelegt. | St. Eligius Steele                      |
| Herz Jesu                | 1966                    | 2010         | geschlossen                   | Essen-Steele                 | 51° 26′ 45,9″ N, 7° 5′ 22,6″ O  | [ 97 ] | Herz Jesu Steele                        |
| St. Marien               | 1924/25                 | 2008         | geschlossen                   | Essen-Steele-Rott            | 51° 27′ 11,5″ N, 7° 4′ 29,3″ O  | [ 98 ] | St. Marien Steele                       |
| St. Anno                 | 1976–1982               |              | umgenutzt                     | Essen-Stoppenberg            | 51° 28′ 52,1″ N, 7° 1′ 32,7″ O  | Seit dem 4. Mai 2008 durch eine serbisch-orthodoxe Gemeinde genutzt. | St. Anno Stoppenberg                    |
| St. Ignatius             | 1958–1961               | 2025         | profaniert, Abriss vorgesehen | Essen-Südviertel             | 51° 26′ 46,7″ N, 7° 0′ 9,7″ O   | Die Kirche wurde am 2. Februar 2025 profaniert und soll durch einen Kindergarten ersetzt werden. | St. Ignatius Südviertel                 |
| St. Mariä Heimsuchung    | 1965–1967               | 2024         | profaniert                    | Essen-Überruhr-Hinsel        | 51° 25′ 45,4″ N, 7° 4′ 27,7″ O  | am 5. Mai 2024 profaniert, Abriss geplant | St. Mariä Heimsuchung Überruhr-Hinsel   |
| St. Thomas Morus         | 1952                    | 2018         | niedergelegt                  | Essen-Vogelheim              | 51° 29′ 24,7″ N, 6° 59′ 8,2″ O  | Die Kirche wurde im September 2018 profaniert und im November 2019 abgerissen. | St. Thomas Morus Vogelheim              |

### Stadtdekanat Gelsenkirchen
| Name                  | Errichtung | Profanierung | Status         | Ort                       | Koordinate                    | Bemerkungen | Bild                                     |
| --------------------- | ---------- | ------------ | -------------- | ------------------------- | ----------------------------- | --- | ---------------------------------------- |
| Liebfrauenkirche      | 1898       | 2023         | profaniert     | Gelsenkirchen-Beckhausen  | 51° 33′ 5,5″ N, 7° 2′ 44,4″ O | |                                          |
| St. Franziskus        | 1904       | 2023         | geschlossen    | Gelsenkirchen-Bismarck    |                               | Die Kirche ist seit 2020 geschlossen und wurde 2023 profaniert.                                                                                        | St. Franziskus in Gelsenkirchen-Bismarck |
| Christus König        | 1953/54    | 2008         | niedergelegt   | Gelsenkirchen-Buer        |                               | Die Kirche wurde 2008 niedergelegt. |                                          |
| St. Ludgerus          | 1915       | 2023         | verkauft       | Gelsenkirchen-Buer        | 51° 34′ 13,7″ N, 7° 2′ 45″ O  | letzte Messe am 26. November 2023, profaniert mit Wirkung zum Besitzübergang per Dekret vom selben Tage, Umnutzung zu Museum und Wohnraum              | St. Ludgerus, Gelsenkirchen-Buer         |
| St. Mariä-Himmelfahrt | 1953/54    | 2021         | geschlossen    | Gelsenkirchen-Buer        |                               | 31. Januar 2021 letzte Hl. Messe, Zukunft unklar, soll abgerissen werden                                                                               |                                          |
| St. Bonifatius        | 1964       | 2014         | geschlossen    | Gelsenkirchen-Erle        |                               | Die Kirche ist seit 2007 geschlossen und wurde 2014 profaniert. Ein örtlicher Konditormeister kaufte die Kirche, um darin eine Backstube einzurichten. |                                          |
| St. Konrad            | 1939       | 2020         | geschlossen    | Gelsenkirchen-Erle        |                               | Zukunft unklar | St.-Konrad-Kirche                        |
| St. Michael           | 1915–1917  |              | wiedereröffnet | Gelsenkirchen-Hassel      |                               | Die Kirche wurde 2007 geschlossen und ist seit 2014 wiedereröffnet.                                                                                    |                                          |
| St. Pius              | 1970       | 2014         | abgerissen     | Gelsenkirchen-Hassel      |                               | Der Abriss der Kirche erfolgte im September 2014. |                                          |
| St. Theresia          | 1959–1961  | 2007         | geschlossen    | Gelsenkirchen-Hassel      |                               | [ 111 ] | St.-Theresia-Kirche                      |
| St. Hedwig            |            | 2014         | geschlossen    | Gelsenkirchen-Resse       |                               | Der Abriss der Kirche ist geplant (Stand 2014). |                                          |
| St. Ida               | 1949/50    | 2018         | niedergelegt   | Gelsenkirchen-Resser Mark |                               | Glocke in Herz-Jesu-Kirche in Resse überführt. |                                          |
| St. Mariä Himmelfahrt | 1893/94    | 2007         | geschlossen    | Gelsenkirchen-Rotthausen  |                               | [ 115 ] |                                          |
| St. Anna              | 1970       | 2007         | umgenutzt      | Gelsenkirchen-Schalke     |                               | Begegnungsstätte des Sozialwerks St. Georg |                                          |
| Heilig Kreuz          | 1927–1929  | 2007         | geschlossen    | Gelsenkirchen-Ückendorf   | 51° 30′ 0,6″ N, 7° 6′ 40,1″ O | [ 117 ] | Heilig Kreuz Ückendorf                   |

### Stadtdekanat Gladbeck
| Name                             | Errichtung | Profanierung | Status       | Ort                   | Koordinate | Bemerkungen                                | Bild                                                                 |
| -------------------------------- | ---------- | ------------ | ------------ | --------------------- | ---------- | ------------------------------------------ | -------------------------------------------------------------------- |
| Kapelle im Eduard-Michaelis-Haus |            | 2014         | geschlossen  | Gladbeck              |            | [ 118 ]                                    |                                                                      |
| St. Pius                         | 1973       | 2007         | umgenutzt    | Gladbeck              |            | seit 2008 Nutzung durch Elektrounternehmen |                                                                      |
| St. Elisabeth                    | 1961       | 2010         | verkauft     | Gladbeck, Ellinghorst |            | [ 122 ] [ 123 ]                            | St. Elisabeth Gladbeck Baudenkmal 60 Theresienstraße 2020-03-21 4238 |
| St. Johannes                     | 1954       | 2022         | niedergelegt | Gladbeck, Ost         |            | Abriss ab September 2022                   | Johanneskirche Gladbeck 2020-05-03 5479                              |

### Stadtdekanat Mülheim an der Ruhr
| Name         | Errichtung | Profanierung | Status    | Ort                         | Koordinate | Bemerkungen                                                                  | Bild                             |
| ------------ | ---------- | ------------ | --------- | --------------------------- | ---------- | ---------------------------------------------------------------------------- | -------------------------------- |
| Heilig Kreuz | 1967       |              | umgenutzt | Mülheim an der Ruhr         |            | seit 2009 Nachnutzung als „Auferstehungskirche Heilig Kreuz“ mit Kolumbarium | Auferstehungskirche Heilig Kreuz |
| St. Raphael  |            | 2006         | umgenutzt | Mülheim an der Ruhr, Heißen |            | Seit 2008 Nachnutzung durch die Caritas.                                     | St. Raphael Heißen               |

### Stadtdekanat Oberhausen
| Name                      | Errichtung | Profanierung | Status             | Ort                         | Koordinate                      | Bemerkungen | Bild                                                                                     |
| ------------------------- | ---------- | ------------ | ------------------ | --------------------------- | ------------------------------- | --- | ---------------------------------------------------------------------------------------- |
| Heilige Familie           | 1957/58    | 2007         | umgenutzt          | Oberhausen                  |                                 | seit 2008 Nachnutzung durch die „Oberhausener Tafel“ (Lebensmittelausgabe an Bedürftige) |                                                                                          |
| St. Pius                  | 1961       | 2011         | niedergelegt       | Oberhausen-Alsfeld          | 51° 31′ 49,7″ N, 6° 50′ 0,5″ O  | [ 128 ] |                                                                                          |
| St. Hildegard am Ruhrpark | 1968       | 2007         | niedergelegt       | Oberhausen, Alstaden        |                                 | Die Hildegardkirche wurde 1968 von Theo Scholten als Filialkirche von St. Antonius Alstaden erbaut. Sie wurde 2008 abgerissen. Auf dem Gelände entstanden die Seniorenwohnanlage Rolandshof und Wohnhäuser.                                                          | Kreuz von St. Hildegard am Ruhrpark, heute vor der Mutterkirche St. Antonius aufgestellt |
| St. Peter                 | 1918       | 2021         | geschlossen        | Oberhausen, Alstaden        |                                 | Ehemals Filialkirche der Gemeinde St. Antonius, am 24. Oktober 2021 in einer feierlichen Messe außer Dienst gestellt und profaniert. Die Kirche wird erhalten bleiben, eine Umnutzung inklusive Weiternutzung des Altarraums als ökumenische Kapelle ist in Planung. | St. Peter Alstaden                                                                       |
| Heilig Geist              | 1958       | 2007         | umgenutzt          | Oberhausen, Bermensfeld     |                                 | seit 2009 Nachnutzung als „Tagungskirche Heilig Geist“ |                                                                                          |
| St. Konrad                | 1967       | 2007         | geschlossen        | Oberhausen, Biefang         |                                 | [ 131 ] |                                                                                          |
| St. Michael               | 1929       | 2024         |                    | Oberhausen, Knappenviertel  | 51° 28′ 32,4″ N, 6° 52′ 42,2″ O | | St. Michael im Knappenviertel                                                            |
| St. Vinzenz Palotti       |            | 2001         | umgenutzt          | Oberhausen, Osterfeld       |                                 | Die Kirche wurde 2001 an die griechisch-orthodoxe Gemeinde verkauft. |                                                                                          |
| St. Josef                 | 1910       | 2020         | Umnutzung im Gange | Oberhausen, Osterfeld-Heide | 51° 30′ 29,2″ N, 6° 52′ 10,4″ O | 2023 auf 25 Jahre an die Stadt Oberhausen übergeben, wird zu „Sportkirche“ umgebaut | St. Josef in Osterfeld-Heide                                                             |
| St. Johannes Evangelist   | 1951       | 2024         |                    | Oberhausen, Schlad          | 51° 28′ 12,6″ N, 6° 52′ 20,3″ O | |                                                                                          |
| St. Bernardus             |            |              | umgenutzt          | Oberhausen, Sterkrade       |                                 | Die Kirche wird als Kapelle und Veranstaltungszentrum genutzt. | St. Bernardus Sterkrade                                                                  |

### Kreisdekanat Hattingen/Schwelm
| Name                 | Errichtung | Profanierung | Status        | Ort                      | Koordinate                      | Bemerkungen | Bild                                |
| -------------------- | ---------- | ------------ | ------------- | ------------------------ | ------------------------------- | --- | ----------------------------------- |
| Liebfrauen           |            | 2023         | verkauft      | Gevelsberg               | 51° 19′ 36,5″ N, 7° 21′ 20,5″ O | letzte Messe und Außerdienststellung am 4. Juni 2023, profaniert per Dekret vom 4. Juni 2023 mit Wirkung zum Besitzübergang, verkauft | Liebfrauen (Gevelsberg)             |
| St. Mariä Empfängnis | 1953       | 2016         | 2022 verkauft | Hattingen-Bredenscheid   |                                 | | St. Mariä Empfängnis (Bredenscheid) |
| Hl. Geist            | 1962–1964  | 2011         | verkauft      | Schwelm                  |                                 | |                                     |
| St. Antonius         | 1961–1962  |              |               | Witten-Buchholz          | 51° 23′ 56,6″ N, 7° 15′ 16,4″ O | letzte Messe am 15. Juni 2024, Umnutzung zu Wohnraum und gemeinschaftlichen Räumen vorgesehen                                         | St. Antonius, Witten                |
| St. Martin           | 1972–1974  | 2007         | niedergelegt  | Witten, Herbede-Vormholz |                                 | Die Kirche wurde am 21. Juni 2007 profaniert und im Herbst desselben Jahres niedergelegt.                                             |                                     |

### Kreisdekanat Altena/Lüdenscheid
| Name                       | Errichtung | Profanierung | Status                                                             | Ort                             | Koordinate                      | Bemerkungen | Bild                                            |
| -------------------------- | ---------- | ------------ | ------------------------------------------------------------------ | ------------------------------- | ------------------------------- | --- | ----------------------------------------------- |
| Maria Mutter vom guten Rat |            |              | umgenutzt                                                          | Nachrodt-Wiblingwerde           | 51° 18′ 19,4″ N, 7° 37′ 5,5″ O  | Die Kolping-Familienferienstätte „Heinrich-König-Haus“, zu der diese Kapelle gehörte, wurde im Jahr 2002 geschlossen und später abgerissen.   |                                                 |
| St. Paulus                 | 1927       | 2011         | geschlossen                                                        | Altena-Mühlenrahmede            | 51° 15′ 30,9″ N, 7° 39′ 58,8″ O | Kirche, Pfarrhaus und Gemeindehaus wurden im September 2019 für eine Summe von 99.000 Euro an ein Ehepaar verkauft.                           | St. Paulus (Mühlenrahmede)                      |
| St. Thomas Morus           | 1971       | 2011         | umgenutzt                                                          | Altena-Mühlendorf               | 51° 18′ 20,5″ N, 7° 40′ 3,8″ O  | Wird von einem Trägerverein als (bürgerliches) Gemeindezentrum unterhalten.                                                                   | St. Thomas Morus (Altena)                       |
| Vom Frieden Christi        | 1968       | 1995         | vermietet                                                          | Altena-Tiergarten               | 51° 18′ 15,5″ N, 7° 39′ 44″ O   | Die Kirche wurde an die serbisch-orthodoxe Gemeinde vermietet.                                                                                | Vom Frieden Christi (Altena-Tiergarten)         |
| Maria Fried                | 1945       | 2005         | geschlossen                                                        | Breckerfeld-Zurstraße           | 51° 18′ 2,9″ N, 7° 27′ 40,7″ O  | Hauptstraße 9. Maria Fried war 1945 durch den Umbau eines Schulgebäudes errichtet worden.                                                     | Kath. Kirche Maria Fried (Breckerfeld-Zustraße) |
| St. Peter am See           | 1964       | 2011         | verkauft                                                           | Meinerzhagen-Valbert-Hunswinkel | 51° 4′ 44″ N, 7° 48′ 8,3″ O     | Überm See 30. Das Kirchengebäude wurde 2011 profaniert und 2015 zusammen mit dem Pfarrhaus verkauft                                           | St. Peter am See                                |
| St. Engelbert              | 1954       | 2017         | umgenutzt                                                          | Kierspe-Rönsahl                 | 51° 6′ 37,3″ N, 7° 30′ 21,5″ O  | Meienbornstraße 10a / Auf der Rodt. Nutzung als Lager und Ausstellungsraum für Musikinstrumente.                                              |                                                 |
| Herz Jesu                  |            |              |                                                                    | Hagen, Rummenohl                |                                 | Seit 2009 ausschließliche Nutzung durch die Jugendbildungsstätte Don Bosco                                                                    |                                                 |
| St. Georg                  |            | 1999         | umgenutzt                                                          | Lüdenscheid, Brüninghausen      |                                 | Im Schemm 7. Vermutlich zum Wohnhaus umgebaut                                                                                                 |                                                 |
| St. Antonius               | 1982       | 2005         | niedergelegt                                                       | Lüdenscheid, Dickenberg         |                                 | Uhlandstraße 19a. Die Kirche wurde 2009 niedergelegt.                                                                                         |                                                 |
| St. Maria Königin          | 1957       | 2022         |                                                                    | Plettenberg, Ohle               | 51° 13′ 49,7″ N, 7° 50′ 13,7″ O | 2006 zur „weiteren Kirche“ degradiert, 2020 Abschiedsgottesdienst, per Dekret vom 8. November 2022 mit Wirkung zum Besitzübergang profaniert. | Maria Königin (Ohle)                            |
| St. Maria Königin          | 1966       | 2014         | niedergelegt                                                       | Werdohl, Ütterlingsen           |                                 | Leipziger Straße / Am Scherl. Die Kirche wurde schon 2006 geschlossen und 2014 profaniert und niedergelegt.                                   | St. Maria Königin (Ütterlingsen)                |
| St. Josef                  | 1927       | 2023         | Übergang an Freikirche, Umbau zu Spiel- und Sportstätte vorgesehen | Nachrodt                        |                                 | | St. Josef (Nachrodt)                            |